# Alberto Santofimio Botero
Alberto Rafael Santofimio Botero (Ibagué, Tolima, 17 de juny de 1942) és un polític colombià. Fou Ministre de Justícia durant la presidència d'Alfonso López Michelsen en 1974, dues vegades candidat presidencial i senador. El juny de 2006 es va iniciar un judici en contra seva en el qual va ser trobat culpable de ser coautor intel·lectual de l'assassinat de Luis Carlos Galán. A l'octubre de 2008 Santofimio va ser deixat en llibertat en decisió de segona instància. No obstant això, el 31 d'agost de 2011, la Cort Suprema de Justícia de Colòmbia va ordenar la seva recaptura en revocar la sentència que havia anul·lat la condemna original; Santofimio enfronta ara una sentència de 24 anys de presó per la coautoría intel·lectual de l'assassinat de Luis Carlos Galán.
En els anys 1990, Santofimio va ser un dels polítics investigats en l'escàndol de l'anomenat Procés 8000. Va ser processat i trobat culpable de rebre diners del narcotràfic per donar suport a la seva candidatura presidencial. Després de la seva estada a la presó per aquest crim va recobrar la seva llibertat. Posteriorment, va ser trobat culpable de ser un dels autors intel·lectuals de l'assassinat del polític i candidat presidencial Luis Carlos Galán en 1989 de complicitat amb el «capo» del narcotràfic Pablo Escobar.